# Hannes Viljoen
Johannes Theodorus Viljoen (21 de abril de 1943 - 13 de enero de 2021) fue un jugador sudafricano de rugby.

## Trayectoria
Viljoen representó al equipo de Natal en las competencias provinciales de Sudáfrica e hizo su debut para el sindicato en 1965.
Marcó 43 tries para Natal hasta su retiro del rugby, que era entonces el récord de aquel equipo. Hizo su debut en la selección de rugby de Sudáfrica el 17 de julio de 1971 en el Cricket Ground durante la gira por Australia. Anotó su primer intento de prueba en su primera prueba y su segundo intento en la segunda prueba. Jugó en los tres partidos de prueba durante la gira y en siete de los que jugó en aquella gira anotó catorce intentos.

### Historial de partidos
| No. | Rival     | Resultado (Sud. primero) | Posición | Tries | Fecha               | Lugar                                |
| --- | --------- | ------------------------ | -------- | ----- | ------------------- | ------------------------------------ |
| 1.  | Australia | 19 – 11                  | Ala      | 1     | 17 de julio de 1971 | Sydney Cricket Ground, Sydney        |
| 2.  | Australia | 14 – 6                   | Ala      | 1     | 31 de julio de 1971 | Brisbane Exhibition Ground, Brisbane |
| 3.  | Australia | 18 – 6                   | Ala      |       | 7 de agosto de 1971 | Sydney Cricket Ground, Sydney        |